# Acanthogorgia glyphica
Acanthogorgia glyphica is een zachte koraalsoort uit de familie Acanthogorgiidae. De koraalsoort komt uit het geslacht Acanthogorgia. Acanthogorgia glyphica werd in 1999 voor het eerst wetenschappelijk beschreven door Grasshoff. 